# A Small Town Girl

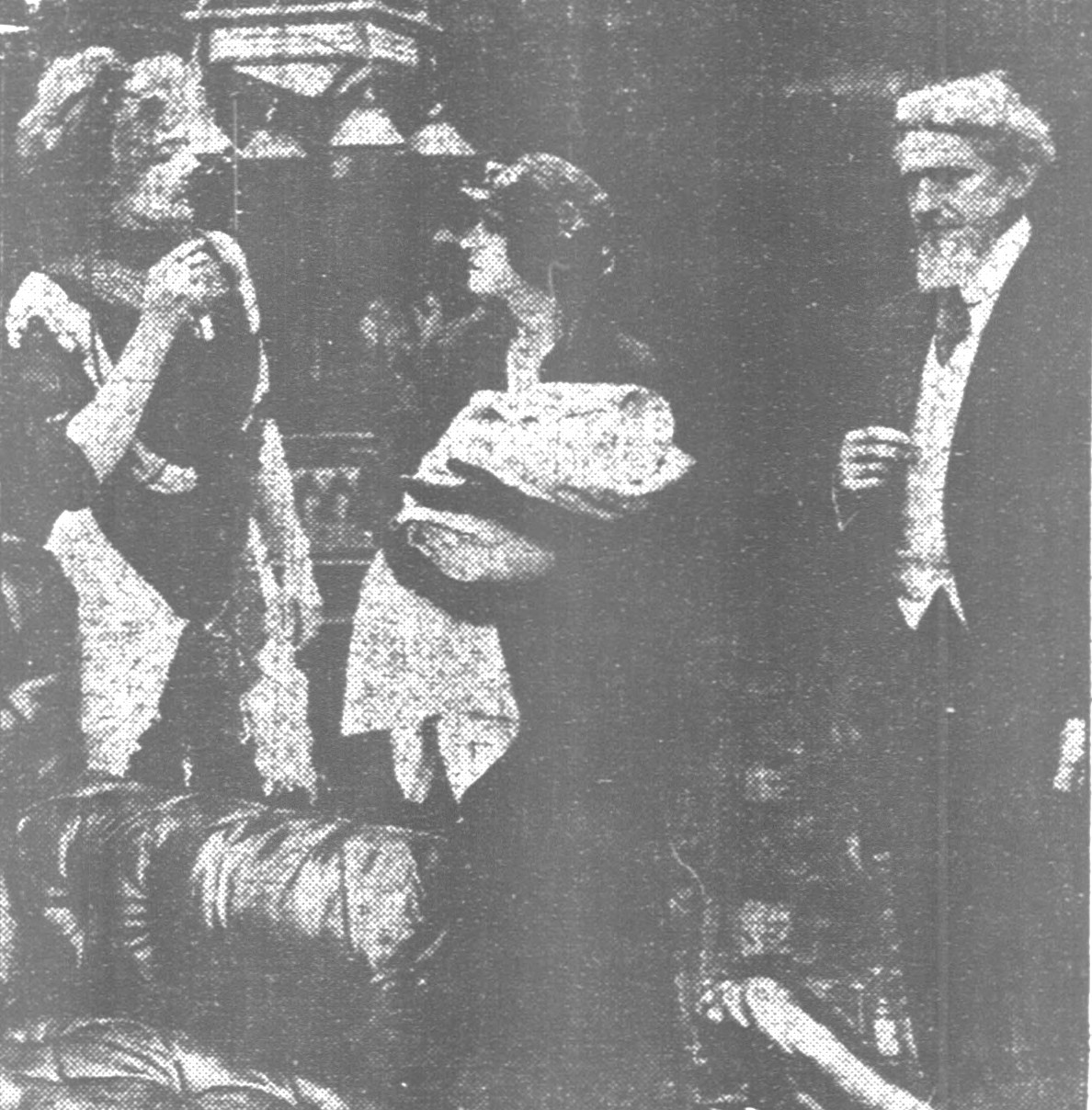
Scène du film - photo extraite d'un journal de l'époque.

A Small Town Girl est un film muet américain réalisé par Allan Dwan et sorti en 1915.

## Fiche technique
- Titre : A Small Town Girl
- Réalisation : Allan Dwan
- Scénario : Beatrice Van
- Chef opérateur : Lee Bartholomew
- Genre : Film dramatique
- Production : Rex Motion Picture Company
- Distribution : Universal Film Manufacturing Company
- Durée : 30 minutes
- Date de sortie : 
  - États-Unis : 17 janvier 1915

## Distribution
- Pauline Bush : Ruth
- William Lloyd : le propriétaire de l'hôtel
- Lon Chaney : le proxénète
- Richard Rosson : Dick
- Rupert Julian : le snob
- Murdock MacQuarrie : son père
- Martha Mattox